# Bajčince
Bajčince (en serbe cyrillique : Бајчинце) est un village de Serbie situé dans la municipalité de Prokuplje, district de Toplica. Au recensement de 2011, il comptait 185 habitants.

## Démographie
| 1948 | 1953 | 1961 | 1971 | 1981 | 1991 | 2002 | 2011 |
| ---- | ---- | ---- | ---- | ---- | ---- | ---- | ---- |
| 630  | 670  | 662  | 556  | 461  | 355  | 258  | 185  |

|  |